# 김택수 (1926년)
김택수(金澤壽, 1926년 9월 10일~1983년 7월 17일)는 대한민국의 기업인이자 정치인이다. 제6·7·10대 대한민국 국회의원을 역임했다.

## 생애
제3공화국 출범과 함께 민주공화당에 입당하며 제6대 국회의원에 당선었다. 이후 삼선개헌 강행을 반대하였으며, 1969년 개헌파동에 개입했다.
1961년 경상남도체육회 회장 및 1966년 아시아 아마추어복싱 연맹 회장 겸 세계 아마추어복싱 연맹 부회장을 역임하였으며, 1971년에는 대한체육회 회장 겸 한국올림픽위원회 위원장직, 1973년 소련 모스크바 세계대학생경기대회 한국대표단 단장, 1974년 국민체육진흥재단 이사장, 1975년 세계 아마추어복싱 연맹 집행위원 등을 역임하였고, 1977년에는 국제올림픽위원회 위원을 역임했다.

## 서훈
- 대한민국체육훈장 청룡장

## 역대 선거 결과
|  | 59.54% |

|  | 72.09% |

|  | 52.42% |